# Samsung Galaxy S
A Samsung i9000 Galaxy S egy androidos mobiltelefon (okostelefon), amelyet a Samsung 2010 márciusában jelentett be. Az Android 2.1-es verzióját tartalmazza, de már az Android 2.2-vel is elérhető volt 2010 végétől. A telefon 1 GHz-es Hummingbird processzorral, 8 GiB belső memóriával, 4 hüvelykes, 480×800 pixeles Super AMOLED (Pentile) széles kijelzővel, kapacitív érintőkijelzővel, 5 megapixeles kamerával, továbbá egy előre néző VGA kamerával és egy másodpercenként 90 millió háromszög feldolgozási teljesítményű PowerVR grafikus processzorral rendelkezik, ami a leggyorsabb grafikus processzor volt az androidos telefonok piacán 2010-ben. Ezen túlmenően a Samsung Galaxy S az egyik első olyan telefon, ami Bluetooth 3.0-t és/vagy DivX HD-t kínál 9,9 mm-es vastagság mellett, amivel a megjelenése időpontjában a legvékonyabb androidos telefon volt.
A Samsung már az értékesítés első hónapjában több mint 500 000 darabot adott el ebből az okostelefonból csak Dél-Koreában. A Samsung 2010. június 13-án lépte át az 1 millió eladott darabszámot, 2011 januárjáig pedig több mint tízmillió példány talált gazdára világszerte.

## Piaci bevezetés
A telefon első piaci bevezetésére Szingapúrban került sor 2010. június 4-én. Kétéves szerződéssel ingyenesen hozzá lehetett jutni a készülékhez, míg szerződés nélkül 1098 SGD (mintegy 780 USD) volt az ára. A Samsung már a szingapúri értékesítés megkezdésének első hétvégéjén bejelentette, hogy a Singtel (az eszköz kizárólagos szingapúri forgalmazója) készletei kifogytak. Malajziában, illetve Dél-Koreában 2010. június 25-én kezdte meg az eszköz forgalmazását a Maxis 1699 MYR (mintegy 515 USD) áron, 12 hónapos adatterv szerződéssel, illetve az SKT 295 000 KRW (mintegy 243 USD) áron 24 hónapos adatterv szerződéssel. A készülék 2010 júniusában került a boltokba az Egyesült Királyságban és Ázsia egyes részein, majd június végén már egész Európában kapható volt. A tervek szerint világszerte több mint 100 mobilszolgáltató fogja kínálni közel 100 országban. A Samsung azt is bejelentette, hogy a Galaxy S okostelefonok kisebb módosításokat tartalmazó verziói hamarosan megjelennek az amerikai piacon Epic, Vibrant, Fascinate és Captivate néven.

## Fogadtatás
A Samsung 1 millió Galaxy S készüléket szállított mobilszolgáltató partnereinek az azonnali kereslet kielégítésére. A CNET Asia nagyon kedvező kritikát jelentetett meg a Galaxy S készülékről, és 10-ből 8,4 pontra értékelte. A CNET Asia az akkoriban elérhető Android alapú felsőkategóriás telefonokkal, úgy, mint a HTC Desire, az Xperia X10, a Nexus One, illetve különböző operációs rendszereket alkalmazó okostelefonokkal, például az iPhone OS-t futtató iPhone 3GS-sel és a Windows Mobile-t használó HTC HD2-vel hasonlította össze a Galaxy S-t. A GSMArena.com szerint a Galaxy S „tökéletes hangminőséget kínál”. A telefon kiemelkedő teljesítménye „az Android telefonok új zászlóshajójává” emelte a készüléket. A Samsung Galaxy S elnyerte a 2010–2011-es év európai okostelefonja díjat.

## Processzorok
A Samsung Galaxy S motorja egy system-on-a-chip („egylapkás rendszer”), amelynek alapja egy 45 nanométeres CMOS folyamat, és amely két fő mikroprocesszorból tevődik össze: egy 1 GHz-es ARM Cortex-A8 alapú, „Hummingbird” kódnevű CPU, amelyet a Samsung az Intrinsity céggel közösen fejlesztett ki; ezen fut az operációs rendszer és az alkalmazások; és egy PowerVR SGX 540 GPU, amelyet az Imagination Technologies gyárt, és amely támogatja az OpenGL ES 1.1/2.0 verzióját és másodpercenként 90 millió háromszög feldolgozására képes. A rendszer 512 MiB dedikált RAM-mal (Mobile DDR) rendelkezik.

## Képernyő
A Samsung Galaxy S 4,0 hüvelykes, Gorilla üveggel (egy speciális repedés- és karcolásmentes anyag) borított Super AMOLED érintőképernyővel rendelkezik, amely a mobiltársakhoz képest sokkal élethűbb, szebb képet jelenített meg.

## Hardververziók
Az Amerikai Egyesült Államok összes jelentős mobilszolgáltatója piacra dobta vagy bejelentette a Galaxy S valamely egyedi változatát a saját hálózatában.
- T-Mobile: A Samsung Vibrant az eredeti Galaxy S-hez hasonló tulajdonságokkal rendelkezik, bár az előre néző kamera hiányzik belőle.
- AT&T: A Samsung Captivate hasonlít az eredeti Galaxy S-hez, ugyanakkor a külső kialakítása és a tokja más dizájnt kapott.
- Sprint: A Samsung Epic 4G a Galaxy S módosított változata, amely 4G kapcsolódási lehetőséget és kicsúsztatható billentyűzetet is kínál.
- Verizon: A Samsung Fascinate az eredeti Galaxy S módosított változata.
- US Cellular: Ez a szolgáltató egy addig még meg nem nevezett Galaxy S változatot kívánt forgalmazni.

## Felhasználói felület
A telefon a Samsung legújabb, saját fejlesztésű TouchWiz 3.0 felhasználói felületét (UI) kapta meg. A Samsung Wave-nél használt TouchWiz 3.0-val szemben az új változaton akár hét kezdőképernyő is beállítható. Ugyanakkor a többi Android UI-től eltérően a TouchWiz 3.0 lehetővé teszi, hogy a felhasználó új homescreeneket telepítsen, azokat törölje vagy átrendezze. A programindító szintén eltér a többi Android UI-től: a megnyitást követően felugrik egy iOS-szerű program menü, amelyben testreszabható a program parancsikonok elrendezése. Továbbá a képernyő alján található négy ikonból hármat a felhasználó szabadon átszerkeszthet.
A TouchWiz UI mindhárom generációjának legfontosabb szolgáltatása a widgetek. A Galaxy S-hez tartozó legfontosabb widgetek a „napi hírek”, az „időjárás-óra” és a „barátaim éppen most” widget.
A „napi hírek” a legfontosabb napi információkat jeleníti meg (pénzügyek, időjárás, AP mobil hírek, időbeosztás) egyetlen oldalon.
Az „időjárás-óra” tulajdonképpen egy klasszikus analóg óra, ami alatt megjelenik a kiválasztott város aktuális időjárása.
A „haverok” widget lehetővé teszi a névjegylistában szereplő személyek gyorshívását vagy gyors üzenet küldését részükre. A Samsung widgeteken kívül a sztenderd Android widgetek is hozzáadhatók vagy eltávolíthatók a kezdőképernyőről.

## Előre telepített alkalmazások
A készülékkel ingyenesen adott szoftverek közé tartozik a Layar Valóság Böngésző (a GPS irányokat vizualizáló program) és az Aldiko (e-könyv-olvasó). A telefon ezen kívül a Samsung előző generációs okostelefonjaihoz (pl. i8910HD és i8000 Omnia II) adott szoftverek frissített verzióit is tartalmazza.

## Médiatámogatás
A Galaxy S számos audiofájl-formátumot támogat, köztük két veszteség nélküli audiokodeket, videokodekeket és videóformátumokat:
Videokodekek:
- MPEG-4
- H.264
- H.263
- Sorenson codec
- DivX HD/XviD
- VC-1

Videóformátumok:
- 3GP (MPEG-4)
- WMV (Advanced Systems Format)
- AVI (divx)
- MKV
- FLV

Audió:
- FLAC
- WAV
- Vorbis
- MP3
- AAC
- AAC+
- eAAC+
- WMA
- AMR-NB
- AMR-WB
- MID
- AC3
- XMF

## Fordítás
- Ez a szócikk részben vagy egészben  a   Samsung i9000 Galaxy S című angol Wikipédia-szócikk fordításán alapul.  Az eredeti cikk szerkesztőit annak laptörténete sorolja fel. Ez a jelzés csupán a megfogalmazás eredetét és a szerzői jogokat jelzi, nem szolgál a cikkben szereplő információk forrásmegjelöléseként.